# Доронин, Сергей Андреевич
Серге́й Андре́евич Доро́нин (род. 30 января 1997, Казань, Татарстан, Россия) — российский футболист, защитник дзержинского «Химика».

## Карьера
Воспитанник «Рубина». Выступал за молодёжную команду, а также был в аренде в «Нефтехимике». В 2019—2020 годах защищал цвета клуба «Луки-Энергия». Летом 2020 года перешёл в «Зенит-Ижевск». В июле 2021 года подписал контракт с «Читой». В 2022 году пополнил ряды таджикского клуба «ЦСКА-Памир». 10 апреля дебютировал в Высшей лиге Таджикистана в матче против клуба «Регар-ТадАЗ» (1:0). Сыграл 3 матча в розыгрыше Кубка АФК. В 2023 году перешёл в дзержинский «Химик».

## Достижения
- Победитель 2-й группы дивизиона «Б» Второй лиги: 2023